# Primeras estampillas de la RSFS de Rusia

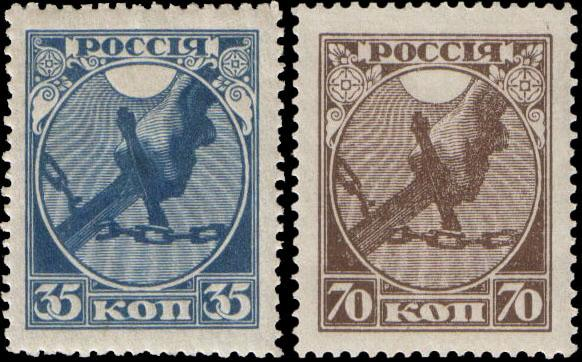
“La mano con la espada, que corta cadenas”, RSFS de Rusia, 1918

“La mano con la espada, que corta cadenas” (del ruso: '“Рука с мечом, разрубающим цепь”') - el nombre filatélico de los primeros sellos de la RSFS de Rusia (Catálogo de la FAC #1-2; Scott #149-150), emitidos el 25 de octubre (o 7 de noviembre) 1918.

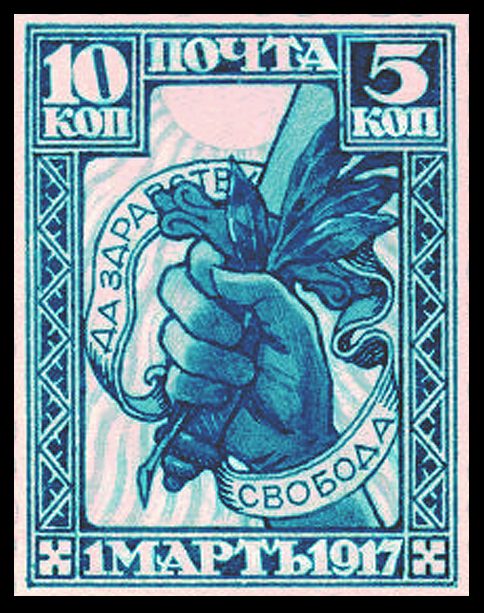
“Viva la libertad”. Proyecto del sello postal ruso diseñado por Rihards Zariņš en 1917

## Descripción
Los sellos fueron diseñados por Rihards Zariņš y grabados por Pericles Ksidias.
Sobre las estampillas se muestra la mano con la espada, que corta cadenas, sobre un fondo de rayos solares, sobre estos la frase: “Rusia” (del ruso: '“Россiя”'). Valor: 35 kopeks - la estampilla de color azul pizarra y otra de 70 kopeks - en color marrón.

## Notas

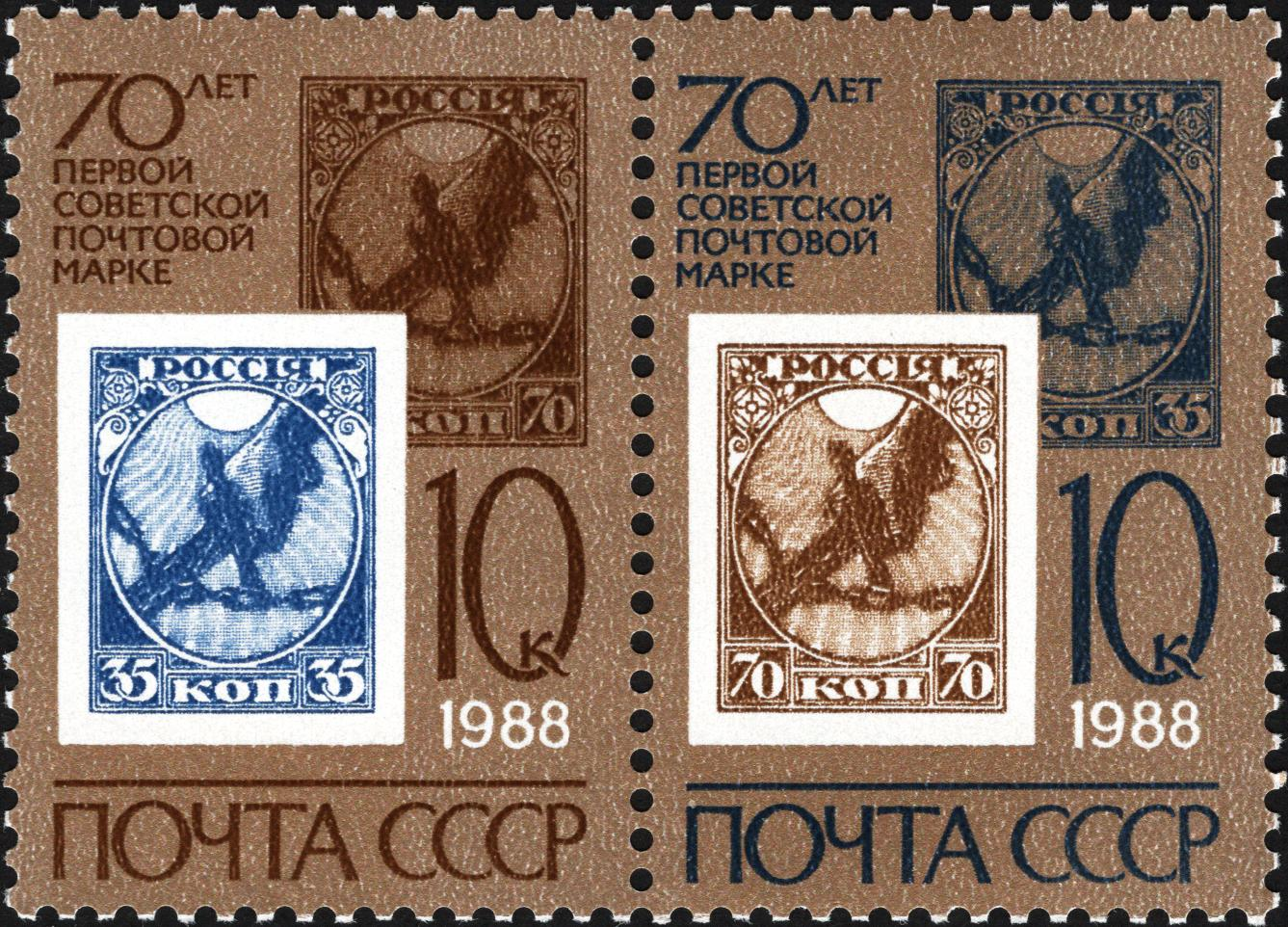
Conmemorativo de la URSS de 1988